# Roel Brouwers
Roel Brouwers (Heerlen, 28 november 1981) is een Nederlands voormalig betaald voetballer die doorgaans speelde als centrumverdediger. Hij kwam van 2001 tot en met 2016 uit voor Roda JC, SC Paderborn, Mönchengladbach en opnieuw Roda JC.

## Carrière
Brouwers stond voor het eerst op het veld bij RKVV Weltania uit Heerlen en werd daar gescout door Roda JC. Vanuit de jeugd van de Limburgse profclub maakte hij op twintigjarige leeftijd zijn debuut in het betaald voetbal. Brouwers speelde tot 2005 voor Roda JC, waarna hij naar SC Paderborn 07 vertrok, op dat moment actief in de 2. Bundesliga. Daar bemachtigde hij een basisplaats. In de zomer van 2007 verhuisde Brouwers naar Borussia Mönchengladbach, waarmee hij in de zomer van 2008 promoveerde naar de Bundesliga. Hij speelde negen seizoenen voor de Duitse club, waarna hij in mei 2016 een contract tot medio 2018 tekende bij Roda JC Kerkrade. Dat nam hem transfervrij over.. Op 2 oktober 2016 zette hij per direct een punt achter zijn actieve loopbaan, nadat het hem niet lukte weer fit te worden en hij zijn basisplaats in het elftal verloor.

### Clubstatistieken
| Seizoen | Club                     | Competitie    | Competitie | Competitie | Beker | Beker | Internationaal | Internationaal | Totaal | Totaal |
| Seizoen | Club                     | Competitie    | Wed.       | Dlp.       | Wed.  | Dlp.  | Wed.           | Dlp.           | Wed.   | Dlp.   |
| ------- | ------------------------ | ------------- | ---------- | ---------- | ----- | ----- | -------------- | -------------- | ------ | ------ |
| 2001/02 | Roda JC                  | Eredivisie    | 1          | 0          | ?     | 0     | —              | —              | 1      | 0      |
| 2002/03 | Roda JC                  | Eredivisie    | 14         | 0          | ?     | 1     | —              | —              | 14     | 1      |
| 2003/04 | Roda JC                  | Eredivisie    | 20         | 0          | ?     | 0     | —              | —              | 20     | 0      |
| 2004/05 | Roda JC                  | Eredivisie    | 14         | 1          | ?     | 0     | 2              | 0              | 16     | 1      |
| 2005/06 | SC Paderborn             | 2. Bundesliga | 26         | 3          | 1     | 0     | —              | —              | 27     | 3      |
| 2006/07 | SC Paderborn             | 2. Bundesliga | 33         | 4          | 2     | 0     | —              | —              | 35     | 4      |
| 2007/08 | Borussia Mönchengladbach | 2. Bundesliga | 28         | 2          | 2     | 0     | —              | —              | 30     | 2      |
| 2008/09 | Borussia Mönchengladbach | Bundesliga    | 25         | 2          | 1     | 1     | —              | —              | 26     | 3      |
| 2009/10 | Borussia Mönchengladbach | Bundesliga    | 34         | 8          | 2     | 0     | —              | —              | 36     | 8      |
| 2010/11 | Borussia Mönchengladbach | Bundesliga    | 15         | 1          | 2     | 0     | —              | —              | 17     | 1      |
| 2011/12 | Borussia Mönchengladbach | Bundesliga    | 21         | 0          | 4     | 0     | —              | —              | 25     | 0      |
| 2012/13 | Borussia Mönchengladbach | Bundesliga    | 21         | 1          | 1     | 0     | 7              | 0              | 29     | 1      |
| 2013/14 | Borussia Mönchengladbach | Bundesliga    | 12         | 0          | 0     | 0     | —              | —              | 12     | 0      |
| 2014/15 | Borussia Mönchengladbach | Bundesliga    | 20         | 1          | 2     | 0     | 3              | 0              | 25     | 1      |
| 2015/16 | Borussia Mönchengladbach | Bundesliga    | 8          | 0          | 0     | 0     | 1              | 0              | 9      | 0      |
| 2016/17 | Roda JC                  | Eredivisie    | 5          | 0          | 1     | 0     | —              | —              | 6      | 0      |
| Totaal  | Totaal                   | Totaal        | 297        | 23         | 18    | 2     | 13             | 0              | 328    | 25     |

## Erelijst
| 2. Bundesliga | 1 | 2007/08 |